# Joseph Lasserre
Pour les articles homonymes, voir Lasserre.
Joseph Lasserre est un homme politique français né le 23 mai 1836 à Toulouse (Haute-Garonne) et décédé le 28 décembre 1889 à Saint-Nicolas-de-la-Grave (Tarn-et-Garonne).

## Biographie
Propriétaire, maire de Saint-Nicolas-de-la-Grave, conseiller général en 1871, il est député de Tarn-et-Garonne de 1876 à 1889, siégeant à la Gauche républicaine. Il est l'un des 363 qui refusent la confiance au gouvernement de Broglie, le 16 mai 1877. Il décède dans un accident de voiture, peu de temps après sa réélection en 1889. Son fils Maurice Lasserre lui succède comme député.

## Sources
- « Joseph Lasserre », dans Adolphe Robert et Gaston Cougny, Dictionnaire des parlementaires français, Edgar Bourloton, 1889-1891 [détail de l’édition]
- Ressource relative à la vie publique :   - Base Sycomore